# Onitis rothi
Onitis rothi är en skalbaggsart som beskrevs av Lansberge 1875. Onitis rothi ingår i släktet Onitis och familjen bladhorningar. Inga underarter finns listade i Catalogue of Life.